# Аборти на Філіппінах

Правовий статус абортів у світі:
Легальний
Легальний при зґвалтуванні та за медико-соціальними показниками
Легальний у випадках (або заборонений, окрім випадків) зґвалтування, медико-соціальних протипоказань
Заборонений, окрім випадків зґвалтування та медико-соціальних протипоказань
Заборонений, окрім випадків загрозі життя матері, та при наявності психічних і патологічних протипоказань
Заборонений без виключень
Відмінності за регіонами
Відсутні дані

Аборти на Філіппінах заборонені законом.

## Правовий статус
У Частині 12 Статті 2 Конституції Філіппін 1987 року сказано: «Держава визнає недоторканність сімейного життя і буде захищати й зміцнювати сім'ю як базову автономну соціальну організацію. Також держава захищатиме життя жінки і життя ненародженої дитини від моменту зачаття».
1930 року набрав чинності Переглянутий кримінальний кодекс Філіппін, який діє донині. Згідно з кодексом аборт є злочином. Статті 256, 258 і 259 кодексу передбачають ув'язнення як для жінки, яка вчинила аборт, так і для будь-якої особи, яка допомагала під час цієї процедури, навіть якщо це батьки жінки, лікар або акушерка. Стаття 258 передбачає тривалий строк тюремного ув'язнення для жінки або її батьків, якщо аборт зроблений «з метою приховати ганьбу [жінки]».
У філіппінському законодавстві немає закону, який би дозволяв аборт з метою порятунку життя жінки, загальні умови покарання за виконання аборту не передбачають різниці в разі небезпеки для життя жінки. Можна стверджувати, що аборт з метою порятунку життя матері можуть класифікувати як обставину, що виправдовує (примус, на відміну від самооборони), а це дозволило б скасувати кримінальне переслідування згідно з Переглянутим кримінальним кодексом. Однак Верховний суд Філіппін все ще не ухвалив рішення щодо цього.
Католицька церква виступає проти пропозицій щодо лібералізації філіппінських законів про аборти, її позиція справляє значний вплив у переважно католицькій країні. Однак Верховний суд Філіппін все ще обговорює відповідність конституції забороні на аборти.
Чинна Конституція Філіппін, прийнята 1987 року, проголошує, що «[Держава] буде порівну захищати життя жінки і життя ненародженої дитини від моменту зачаття» (стаття 12 частина 2). Автором цього положення є Конституційна комісія, яка підготувала проект статуту з метою збереження конституційної заборони абортів, хоча прийняття суворішої умови для забезпечення законності заборони не мало успіху. Ця умова значиться серед кількох державних політик, які розглядаються як такі, що не мають законної сили через відсутність гарантії з боку закону. Конституція 1987 року також містить кілька умов, які позначають різні державні політики. Питання про те, чи можуть ці умови бути джерелом законних прав без гарантії з боку закону, продовжує бути причиною значних дебатів у правовій сфері та у Верховному суді.
Аналіз, проведений відділом населення департаменту з економічних і соціальних питань ООН показав, що, хоча переглянутий кримінальний кодекс не перераховує конкретних винятків для загального заборони на аборти, згідно з загальними принципами необхідності, викладеними в частині 4 статті 11 кодексу, аборт може бути виконаний на законних підставах з метою порятунку життя вагітної жінки.

## Нелегальні аборти
За оцінками одного з проведених досліджень, попри заборону 1994 року на Філіппінах було зроблено близько 400 тис. нелегальних абортів і було проведено 80 тис. шпиталізацій жінок, які постраждали від ускладнень, пов'язаних з абортами. 2005 року офіційна кількість абортів становила від 400 до 500 тис., за оцінками Всесвітньої організації охорони здоров'я (WHO) було проведено 800 тис. Згідно WHO 70 % небажаних вагітностей на Філіппінах закінчується абортами. Причини приблизно 4 з 5 абортів на Філіппінах економічні. Часто жінка вже має кілька дітей і не може виховувати ще одну.
Хоча частина лікарів таємно роблять аборти в клініках, але ціна від 2 до 5 тис. песо ($37 — $93) видається занадто високою для філіппінців, тож вони купують засоби для виконання абортів на чорному ринку, наприклад у продавців біля церков. Дві третини філіппінських жінок роблять аборти самі собі або шукають допомоги від людей, які практикують народну медицину. Згідно з оцінками міністерства охорони здоров'я Філіппін,  кожного року від наслідків небезпечних абортів до шпиталів потрапляють 100 тис. жінок. 1994 року наслідки небезпечних абортів становили 12% випадків материнської смертності. У деяких шпиталях відмовляють у лікуванні наслідків небезпечних абортів або оперують без анестезії з метою покарання для пацієнток. Міністерство охорони здоров'я запустило програму поводження в разі виникнення ускладнень після небезпечного аборту, профілактики і управління абортами та їх ускладненнями.